# Exenterus tricolor
Exenterus tricolor là một loài tò vò trong họ Ichneumonidae.